# Zoungou (Zoungou)
Pour les articles homonymes, voir Zoungou.
Pour le département et la commune rurale, voir Zoungou (département).
Zoungou est un village et le chef-lieu du département et la commune rurale de Zoungou, situé dans la province du Ganzourgou et la région du Plateau-Central au Burkina Faso.
La localité repose sur une économie essentiellement agricole, via l'élevage de bovins et la culture de céréales, en particulier celle du riz. 

## Géographie
Zoungou est situé à environ 12 km au sud-est du centre de Zorgho, le chef-lieu de la province.
Elle se trouve à 9 km au sud de la route nationale 4 reliant Ouagadougou à Tenkodogo, la capitale de sa région.

## Histoire
En 1958, le département de Zoungou subit une importante sécheresse, qui marque la mémoire des habitants du village en raison de la mort d'agriculteurs et de membres de leur famille. La crise alimentaire perdure les deux années suivantes.
En 1994, l'Office de Développement des Églises Evangéliques (ODE) investit afin d'améliorer les infrastructures agricoles de Zoungou, via la construction d'un barrage et d'infrastructures d'irrigation qui couvrent une surface de 100 hectares. Cela permet de réduire nettement l'insécurité alimentaire et les migrations des jeunes pour chercher du travail agricole vers Ouagadougou ou en Côte d'Ivoire.
D'après la FAO, de 2009 à 2011, les superficies des champs cultivés a augmenté, ainsi que la production. De 2011 à 2012, les surfaces cultivées ont diminué, en raison de la sécheresse durant la saison des pluies 2011-2012.

## Économie
L'économie de Zoungou repose essentiellement sur l'agriculture. Le village dispose d'une coopérative agricole, qui rassemble des hommes et des femmes. Les activités agricoles sont variées, comprenant la vente de bétail et celle de divers produits de cultures, ainsi que la pêche. Deux activités prédominent : l'engraissement de bovins, ainsi que la production et le commerce de céréales. 
Le barrage et l'infrastructure d'irrigation, permettant de cultiver en saison des pluies et en saison sèche, ont vraisemblablement augmenté la production à Zoungou. D'après l'étude menée par Moussa Ouedraogo en 2012, les cultivateurs dépensent leurs éventuels profits dans des achats de fournitures scolaires, de vêtements, dans des dépenses de santé, ou bien achètent de la viande.
Les agriculteurs de Zoungou ont bénéficié de formations et d'aides financières de l'ODE, afin de réduire la pauvreté . En 2010, cette aide a notamment bénéficié aux cultivateurs de riz. 

### Cultures céréalières et horticoles
En 2012, la production de céréales est autosuffisante. Les cultures horticoles et céréalières peuvent être produites en alternance.
Sont cultivés le riz paddy, le maïs, le sorgho, le millet, le niébé et le coton. Des semences de riz « améliorées » ont augmenté les revenus de certains agriculteurs. 
Les propriétaires de moulins à grains gagnent des revenus supplémentaires. 
L'activité de commerce consiste à acheter aux producteurs, à faire sécher, puis à mettre en sacs en utilisant la
technique recommandée pour la protection des cultures, enfin à placer les sacs dans des lieux où les rats et
insectes ravageurs ne peuvent pas les atteindre. Les sacs sont contrôlés régulièrement, les mesures nécessaires prises pour éliminer les problèmes éventuels.

### Élevage de bovins à viande
En 2012, la demande en bovins gras est importante, suscitant des achats depuis le Ghana, la Côte d'Ivoire et le Togo. L'engraissement bovin s'effectue par une mise à l'embouche surveillée. Ces bovins appartiennent aux hommes, mais leur élevage est géré par les femmes et les enfants. La gestion consiste à nourrir, donner de l'eau à l'animal, et à nettoyer son abri. Une vaccination est effectuée par un agent de district.
Il a été conseillé, notamment aux femmes, de se former dans l'engraissement des bovins, afin d'augmenter leurs revenus.

## Santé et éducation
Zoungou accueille un centre de santé et de promotion sociale (CSPS) tandis que le centre médical avec antenne chirurgicale (CMA) se trouve à Zorgho.
D'après l'enquête menée par Moussa Ouedraogo en 2012, 68 % des personnes interrogées à Zoungou parlent et lisent le français ou le moré. L'éducation informelle est cependant plus importante que l'éducation formelle. Une campagne en faveur de l'éducation des adultes a été menée par l'ODE.